# Colsman (Familie)

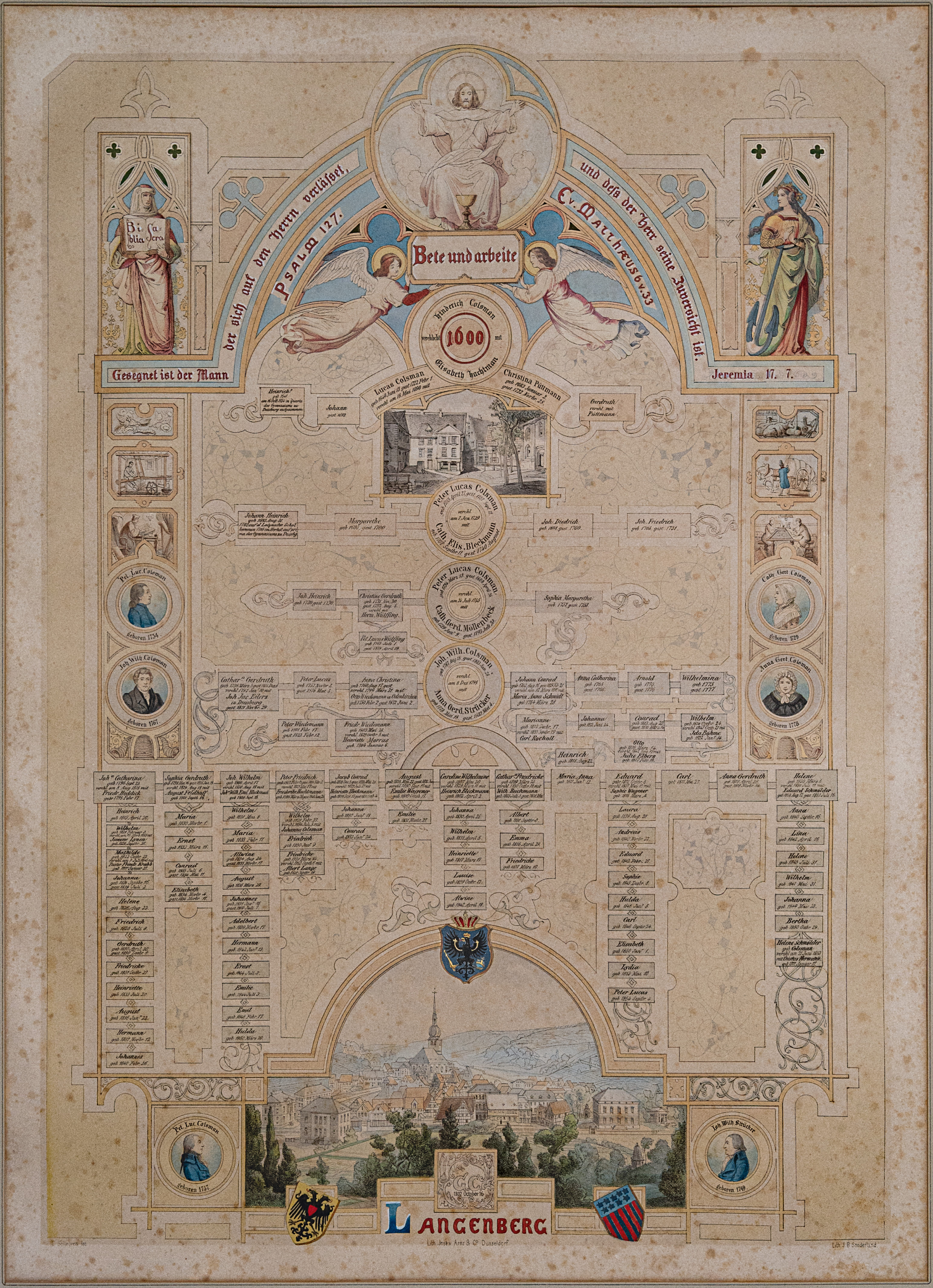
Stammbaum der Familie Colsman in Langenberg, handcolorierte Lithographie nach Caspar Scheuren, Düsseldorf 1854.

Die Familie Colsman ist eine deutsche Unternehmerfamilie, die durch die Produktion von Seide wohlhabend wurde. Die noch heute bestehende Familie ist seit dem 16. Jh. in Langenberg nachweisbar. Ein im 18. Jh. ausgewanderter Familienzweig Colsmann in Kopenhagen ist inzwischen erloschen.

## Geschichte
Peter Lucas Colsman wurde 1734 in Langenberg geboren. 1740 wurde Colsman Vollwaise und wuchs beim Bruder seiner Mutter und seiner Taufpatin in der Familie Bleckmann auf, erhielt dort privaten und teilprivaten Elementar- und Sprachunterricht. Im August 1745 zog er zur Kaufmannsfamilie Dahlmann. Colsman begann 1747 eine kaufmännische Lehre in seiner Geburtsstadt. Zur Erweiterung seiner Kenntnisse kam er 1752 als Handelsdiener zur Firma von der Leyen nach Krefeld. Im Jahr 1755 heiratete er und gründete die Seidenfabrik Peter Lucas Colsman, die heutige Textilfabrik Gebrüder Colsman. Johann Wilhelm Colsman d. J. beauftragte 1853 den Druck eines Stammbaumes. Von den zahlreichen Nachkommen im 19. Jh. wurden weitere Firmen überwiegend im Bereich der Seidenindustrie gegründet. Ein Familienzweig in Werdohl begründete ein metallverarbeitendes Unternehmen.
Die Familie Colsman wurde sehr wohlhabend durch den Verkauf von Seide und von anderen Textilien, so dass sie sich in ihrer Heimatstadt Langenberg Gründerzeit-Villen bauen ließ, unter anderem von dem erfolgreichen Architekten Julius Carl Raschdorff. Die Familie prägte die Geschichte der Stadt, weil die Textilfirmen wichtige Arbeitsplätze für die Bewohner stellten.

## Liste bekannter Familienmitglieder
- Adalbert Colsman (Unternehmer, 1839) (1839–1917), deutscher Unternehmer und Philanthrop
- Adalbert Colsman (Unternehmer, 1886) (1886–1978), deutscher Unternehmer und Kunstmäzen
- Alfred Colsman (1873–1955), deutscher Ingenieur und Manager im Bereich der Luftschifffahrt
- Carl Colsman-Freyberger (1898–1983), deutscher Politiker (CDU)
- Hans Colsman (1896–1977), deutscher Unternehmer
- Peter Lucas Colsman (1734–1808), Seidenfabrikant
- Rolf Colsman (1931–2010), deutscher Unternehmer
- Sophie Colsman (1847–1927), deutsche Philanthropin
- Gertrud Osthaus (1880–1975), deutsche Kunstsammlerin, Mäzenin  und Demeter-Landwirtin